# Jevnaker
Jevnaker est une kommune et un village de Norvège. Elle est située dans le comté d'Akershus et le landskap de Hadeland.
La commune faisait partie du comté d'Oppland jusqu'en 2020, année où elle figure en 21e position sur la liste des destinations à visiter du New York Times grâce à ses musées. Elle intègre ensuite le comté de Viken en 2020 mais à la suite de sa dissolution en 2024, elle intègre Akershus.

## Géographie
Jevnaker est située à 10 kilomètres de la ville de Hønefoss, et une vingtaine de kilomètres au sud-ouest du village de Gran. Le centre de Jevnaker est situé à la fin du lac Randsfjorden, lequel remonte sur des dizaines de kilomètres jusqu'à Dokka dans la commune de Nordre Land.
Jevnaker est bordée à l'est par la forêt Nordmarka, connue localement comme Øståsen, et à l'ouest par la forêt de Veståsen. Le plus haut sommet de Nordmarka (qui s'étend jusqu'à Oslo) est le Svarttjernshøgda (716,5 m) dans la commune de Jevnaker.
La route européenne 16 traverse Jevnaker du sud-est au nord-ouest. Elle va de Gävle en Suède et l'aéroport d'Oslo à Bergen.
L'aérodrome de Hønefoss, Eggemoen qui abrite également des installations de l'armée norvégienne se situe immédiatement au sud de la commune. 

## Culture
La verrerie Hadeland Glassverk se trouve à Jevnaker et est une attraction majeure en Norvège avec un demi-million de visiteurs par an. Elle a été fondée en 1762 et a été désignée par la commune "lieu du millénaire". 
Le musée de Kistefos est aussi implanté sur la commune de Jevnaker. Il accueille un parc de 45 sculptures contemporaines ainsi que des expositions temporaires et une ancienne usine de pâte à papier.
Le festival Randsfjordfestivalen se déroule chaque année en août.
Un chemin de pèlerinage vers la cathédrale de Trondheim passe par Jevnaker.